# Reaud
Reaud (italià Realdo, brigasc Rêaud) és una fracció del municipi de Triora (província d'Impèria, Ligúria), que forma part de la Val Ròia, dins les Valls Occitanes. Es troba a la vall Argentina, que fins al Tractat de París de 1947 formava part del municipi de la Briga, aleshores a la província de Cuneo (Piemont). Té uns 25 habitants i forma una illa lingüística juntament amb la fracció de Verdeja. La fracció fou fundada en el segle xvii per una família de Verdeja, i aleshores era zona fronterera de la República de Gènova.